# Vitalogy Tour
Vitalogy Tour – szósta trasa koncertowa zespołu Pearl Jam, w jej trakcie odbyło się trzydzieści dziewięć koncertów. Trasa promowała trzeci album studyjny grupy – Vitalogy.

## Program koncertów
| 1. "Alive" 2. "Animal" 3. "Better Man" 4. "Black" 5. "Blood" 6. "Brain of J." 7. "Corduroy" 8. "Daughter" 9. "Dead Man" 10. "Deep" 11. "Dissident" 12. "Elderly Woman Behind the Counter in a Small Town" 13. "Even Flow" 14. "Falling Down" 15. "Footsteps" 16. "Garden" 17. "Glorifield G" 18. "Go" 19. "I Got Id" 20. "Habit" 21. "Hey Foxymophandlemama, That's Me" (fragment) 22. "Immortality" 23. "Indicidence" 24. "Jeremy" 25. "Last Exit" 26. "Leash" 27. "Long Road" 28. "Lukin" 29. "Not For You" 30. "Oceans" 31. "Once" 32. "Porsch" 33. "Rats" 34. "Rearviewmirror" 35. "Red Mosquito" 36. "Release" 37. "Satan’s Bed" 38. "Spin the Black Circle" 39. "State of Love and Trust" 40. "Tremor Christ" 41. "W.M.A." 42. "Whipping" 43. "Why Go" 44. "Yellow Ledbetter" | 1. "Act of Love" (Neil Young) 2. "Against the Wait" (Mike Watt) 3. "Another Brick In The Wall" (Pink Floyd) (fragment) 4. "Baba O’Riley" (The Who) 5. "Catholic Boy" (Jim Carroll) (fragment) 6. "Everyday People" (Sly & the Family Stone) 7. "Forever in Blue Jeans" (Neil Diamond) 8. "Happy Brithday" (melodia tradycyjna) 9. "Hey Hey, My My (Into The Back)" (Neil Young) (fragment) 10. "History Never Repeats" (Split Enz) 11. "I Believe In Miracles" (Ramones) (fragment) 12. "I Can't Explain" (The Who) 13. "I Got You" (Split Enz) 14. "I Only Play 4 Money" (The Frogs) 15. "I Want You to Want Me" (Cheap Trick) (fragment) 16. "(I'm Not Your) Steppin'Stone" (The Monkees) (fragment) 17. "I'm One" (The Who) (fragment) 18. "I've Just Seen a Face" (The Beatles) 19. "Is There Anybody Out of Seen" (Pink Floyd) (fragment) 20. "The Kids Are Alright" (The Who) 21. "Leaving Here Jr." (Edward Holland,Jr.) 22. "Let My Love Open The Door" (Pete Townshend) 23. "Little Wing" (Jimi Hendrix) 24. "Maggot Brain (Funkadelic) 25. "The Needle and the Damage Done" (Neil Young) 26. "Pulled Up" (Talking Heads) (fragment) 27. "The Real Me" (The Who) (fragment) 28. "Redemption Song" (Bob Marley & The Wailers) (fragment) 29. "Rockin' in the Free World" (Neil Young) 30. "The Ship Song" (Nick Cave) 31. "Sick o'Pussies" (Bad Radio) (fragment) 32. "So You Want to Be a Rock ’n’ Roll Stars" (The Byrds) 33. "Sonic Reducer" (The Dead Boys) 34. "Stuff and Nonsense" (Split Enz) (fragment) 35. "Sugesstion" (Fugazi) (fragment) 36. "Talk About the Passion" (R.E.M.) 37. "this boy" (that dog.) 38. "Throw Your Arms Around Me" (Hunters & Collectors) 39. "Touch of Grey" (Grateful Dead) (fragment) 40. "Voodoo Child (Slight Return)" (Jimi Hendrix) (fragment) 41. "Young Blues" (Mose Allison) (fragment) |

## Lista koncertów

### Koncerty wstępne
1. 5 lutego 1995 – Seattle, Waszyngton – Moore Theatre
2. 6 lutego 1995 – Seattle, Waszyngton - Moore Theatre
3. 8 lutego 1995 – Missoula, Montana – Adams Fieldhouse na University of Montana-Misoula

### Azja
1. 18 lutego 1995 – Sendai, Japonia – Izumity 21
2. 20 lutego 1995 – Tokio, Japonia – Budokan
3. 21 lutego 1995 – Osaka, Japonia – Kosei Neikin Kaikan
4. 24 lutego 1995 – Tajpej, Tajwan – TICC
5. 26 lutego 1995 – Manila, Filipiny – Folk Arts Theater
6. 28 lutego 1995 – Bangkok, Tajlandia – Huamark Indoor Stadium
7. 3 marca 1995 – Singapur – The Indoor Stadium

### Oceania
1. 6 marca 1995 – Perth, Australia – Entertainment Centre
2. 8 marca 1995 – Adelaide, Australia – Memorial Drive Tennis Centre
3. 10 marca 1995 – Sydney, Australia – Entertainment Centre
4. 11 marca 1995 – Sydney, Australia – Eastern Creek Raceway
5. 14 marca 1995 – Canberra, Australia - Exhibition Park
6. 16 marca 1995 – Melbourne, Australia – Flinders Park Tennis Centre
7. 17 marca 1995 – Melbourne, Australia - Flinders Park Tennis Centre
8. 18 marca 1995 – Melbourne, Australia – Sidney Music Myer Bowl
9. 21 marca 1995 – Brisbane, Australia – Entertainment Centre
10. 22 marca 1995 – Brisbane, Australia - Entertainment Centre
11. 24 marca 1995 – Auckland, Nowa Zelandia – Mt. Smart Super Top
12. 25 marca 1995 – Auckland, Nowa Zelandia - Mt. Smart Super Top

### Stany Zjednoczone - część 1
1. 16 czerwca 1995 – Casper, Wyoming – Casper Events Center
2. 19 czerwca 1995 – Morrison, Kolorado – Red Rocks Amphitheatre
3. 20 czerwca 1995 – Morrison, Colorado - Red Rocks Amphitheatre
4. 22 czerwca 1995 – Sacramento, Kalifornia – Cal Expo Amphitheater
5. 24 czerwca 1995 – San Francisco, Kalifornia – Golden Gate Park
6. 8 lipca 1995 – Milwaukee, Wisconsin – Summerfest w Marcus Amphitheater
7. 9 lipca 1995 – Milwaukee, Wisconsin - Summerfest w Marcus Amphitheater
8. 11 lipca 1995 – Chicago, Illinois – Soldier Field

### Stany Zjednoczone - część 2
1. 13 września 1995 – Phoenix, Arizona – Veterans Memorial Coliseum
2. 14 września 1995 – Las Cruses, Nowy Meksyk – Pan American Center
3. 16 września 1995 – Austin, Teksas – South Park Ramones
4. 17 września 1995 – Nowy Orlean, Luizjana – Tad Gormley Stadium

### Stany Zjednoczone - część 3
1. 1 listopada 1995 – Salt Lake City, Utah – Delta Center
2. 2 listopada 1995 – Salt Lake City, Utah - Delta Center
3. 4 listopada 1995 – San Jose, Kalifornia – Spartan Stadium
4. 6 listopada 1995 – San Diego, Kalifornia – San Diego Sports Arena
5. 7 listopada 1995 – San Diego, Kalifornia - San Diego Sports Arena

## Muzycy
- Eddie Vedder – wokal prowadzący, gitara
- Mike McCready – gitara prowadząca
- Stone Gossard – gitara rytmiczna
- Jeff Ament – gitara basowa
- Jack Irons – perkusja